# 谷津干潟
谷津干潟（やつひがた）は、千葉県習志野市にある干潟。国指定谷津鳥獣保護区、ラムサール条約登録地、日本の重要湿地500指定地に含まれる。

## 概要

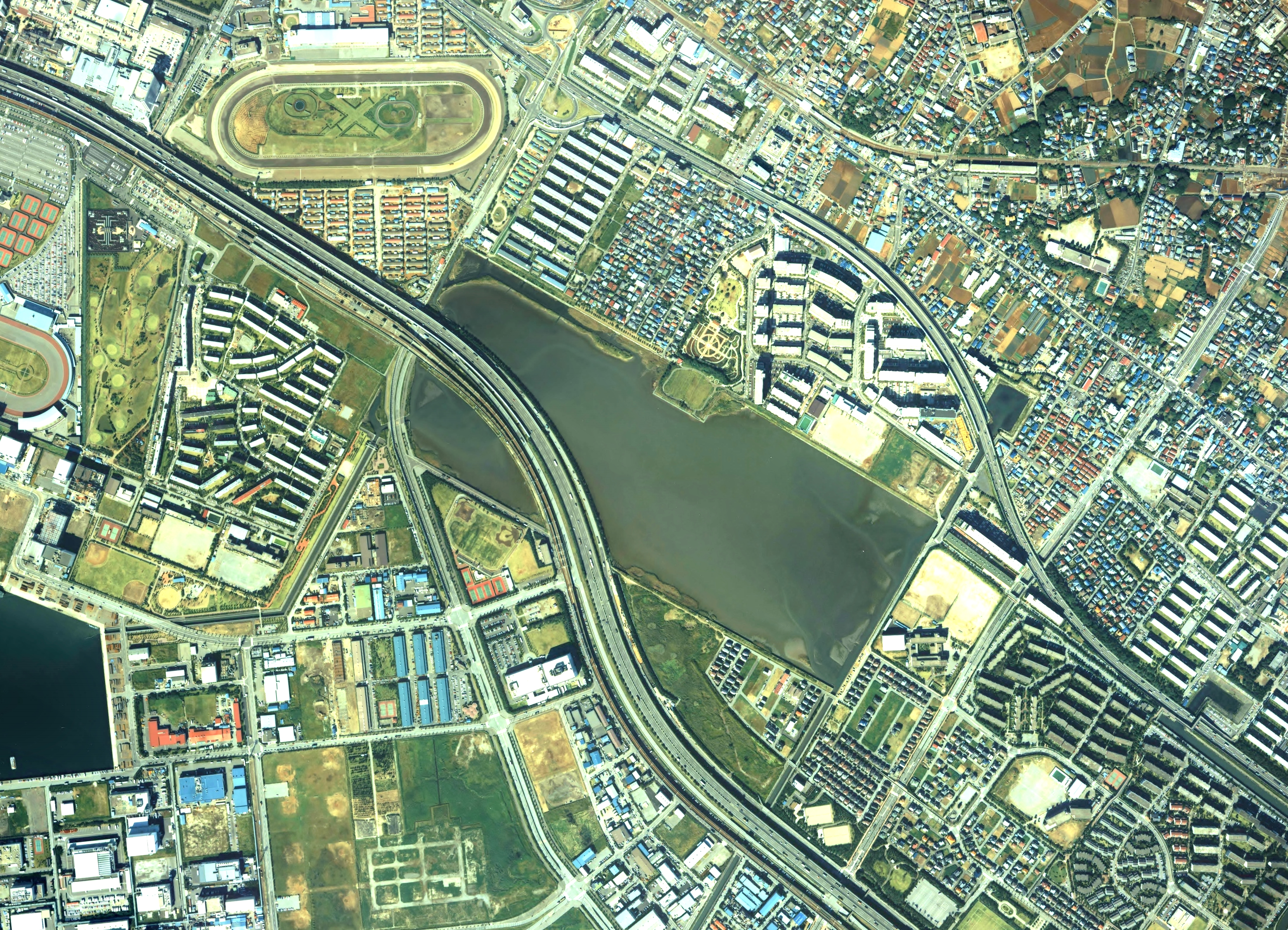
周囲は埋立と都市化が進み、干潟上には高架橋が架かる。。1989年撮影の2枚を合成作成。

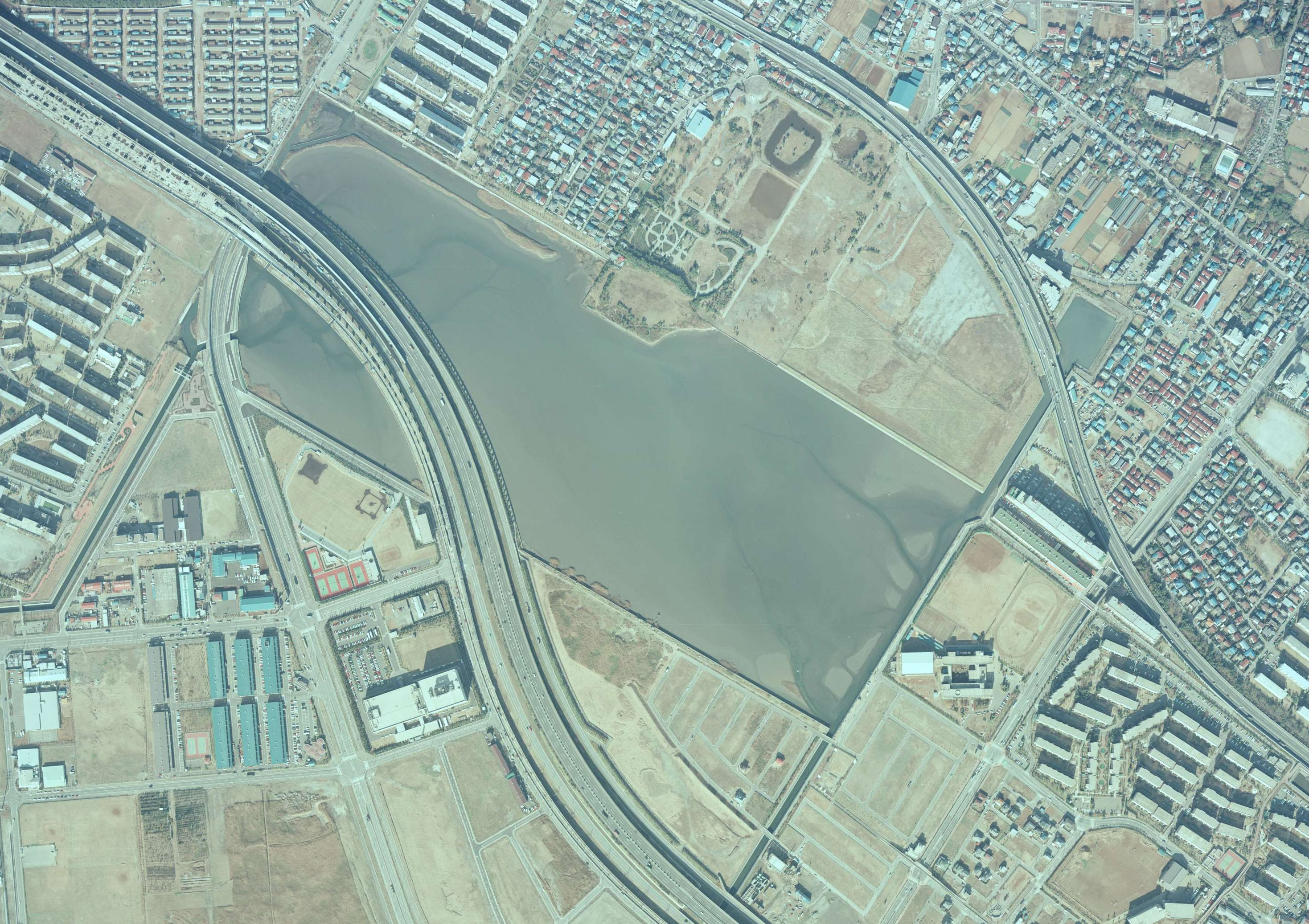
1984年の谷津干潟を空撮したもの。画像中央上部の谷津遊園は閉園して更地になっている。東関東自動車道と京葉線の建設により、帯状の埋め立ての幅が広がる。それと別に、千葉県道15号千葉船橋海浜線の建設による帯状の埋め立てがあり、干潟は３つに分断される。さらに、後に習志野市立谷津南小学校などになる場所（京成電鉄所有部分）が埋め立てられる。この時点の水面の形状が、現在まで続いている。国土地理院の 地図・空中写真閲覧サービス を基に作成。

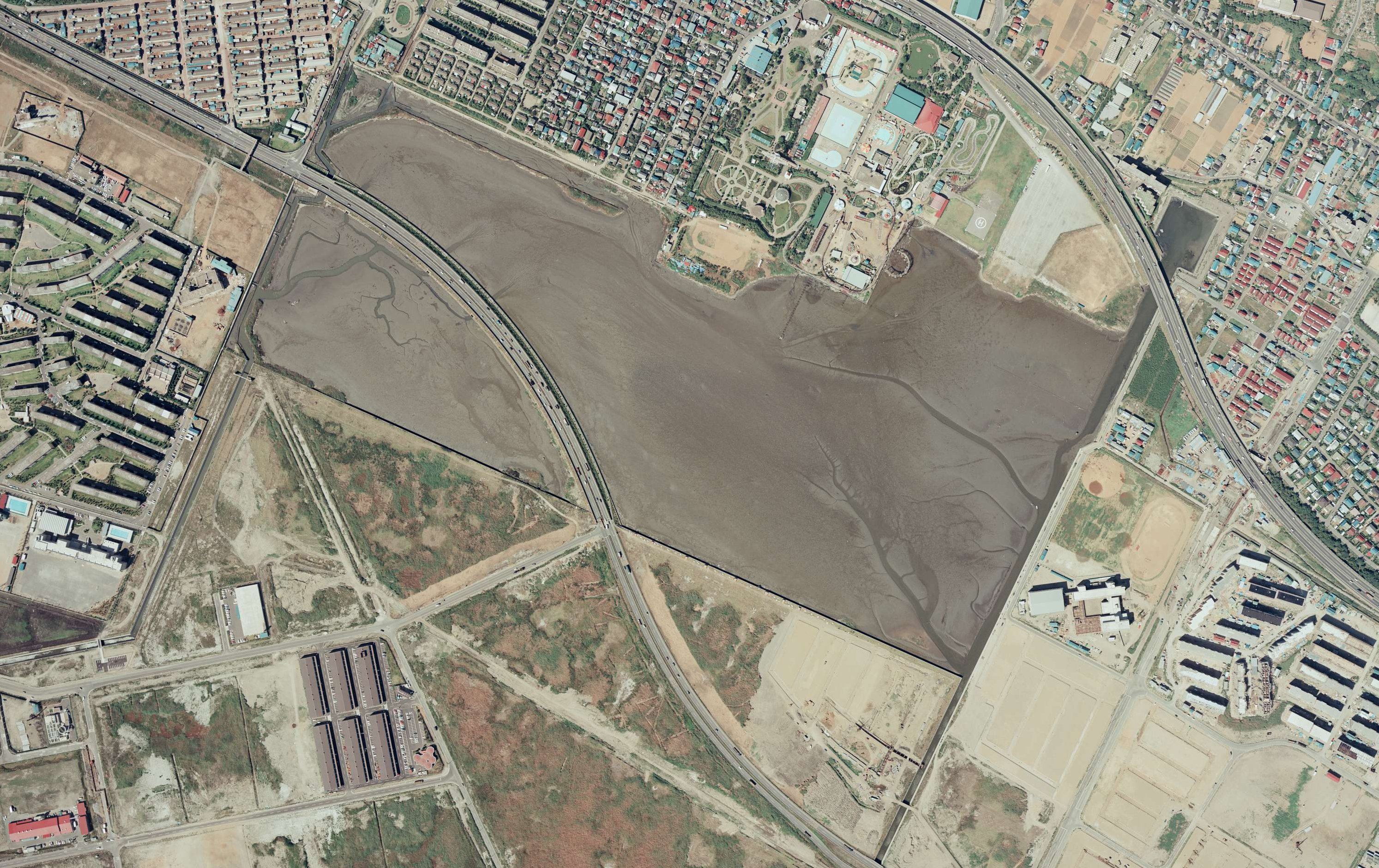
1979年の谷津干潟を空撮したもの。干潟の西側が帯状に埋め立てられ、国道357号が開通し、干潟は２つに分断される。菊田川まで続いてた水路は無くなり、千葉県立津田沼高等学校と海浜秋津団地が現れる。国土地理院の 地図・空中写真閲覧サービス を基に作成。

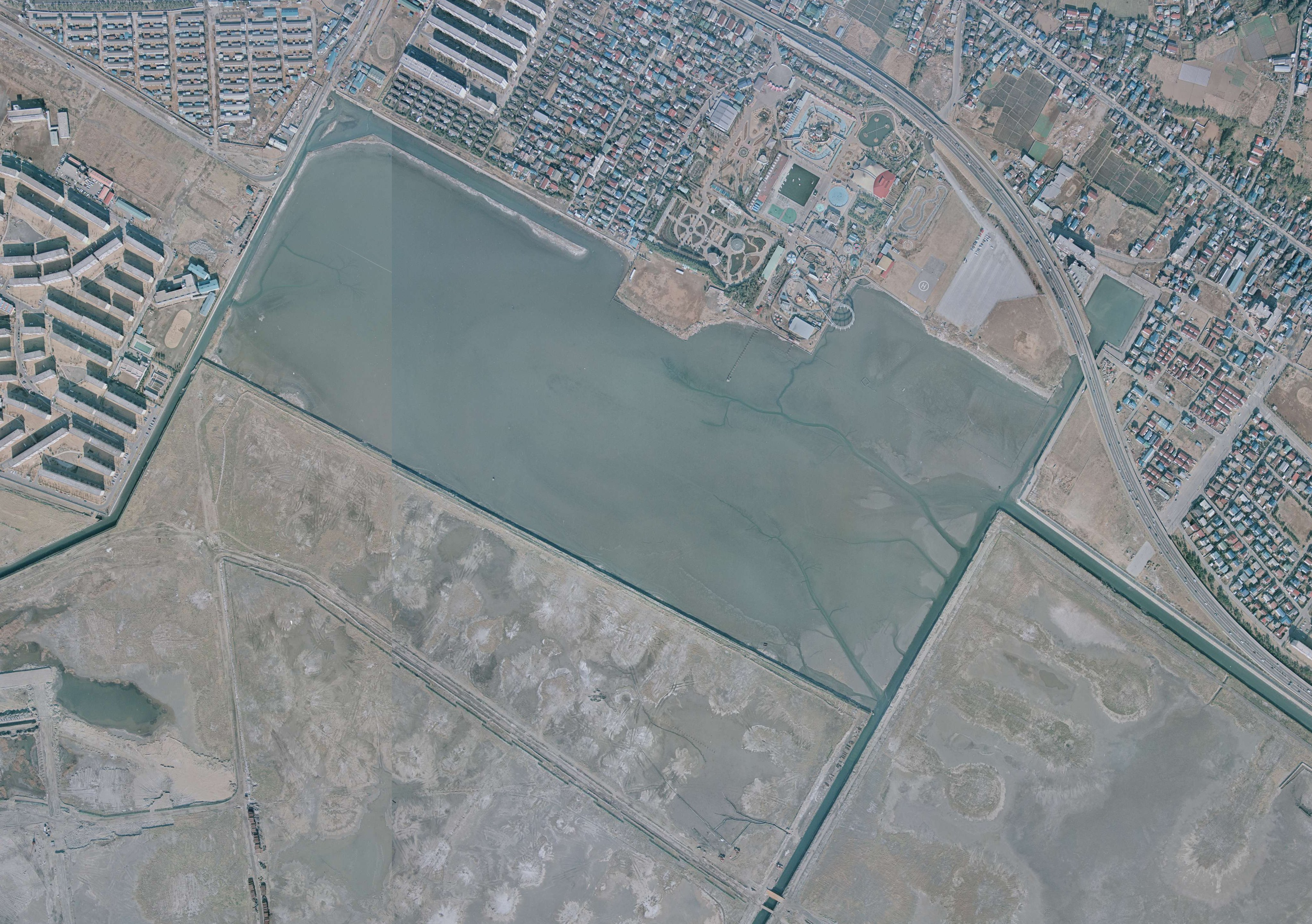
1975年の谷津干潟を空撮したもの。干潟の四方が埋立地となり、東京湾とは水路を介して繋がる形状となる。この時点では、帯状の埋め立てはされておらず、画像右下へ菊田川まで続く水路もある。谷津船溜に船の姿は見えない。国土地理院の 地図・空中写真閲覧サービス を基に作成。

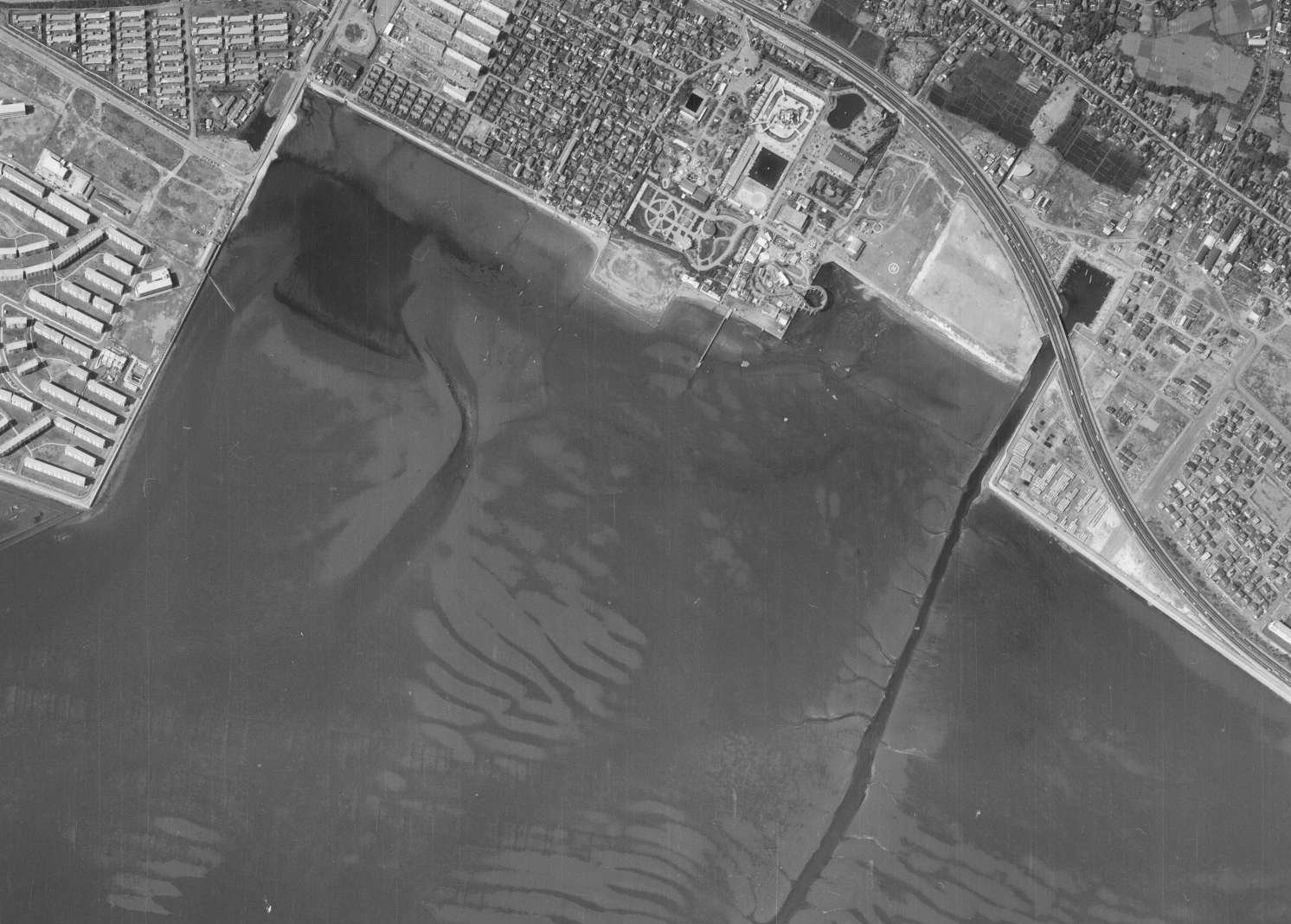
1970年の谷津干潟を空撮したもの。画像中央上部から右下へ京葉道路が開通。京葉道路の北側に谷津船溜が設けられ、画像下の沖に向けて水路が続いている。画像左の団地は、船橋競馬場の海側に建設された若松団地。国土地理院の 地図・空中写真閲覧サービス を基に作成。

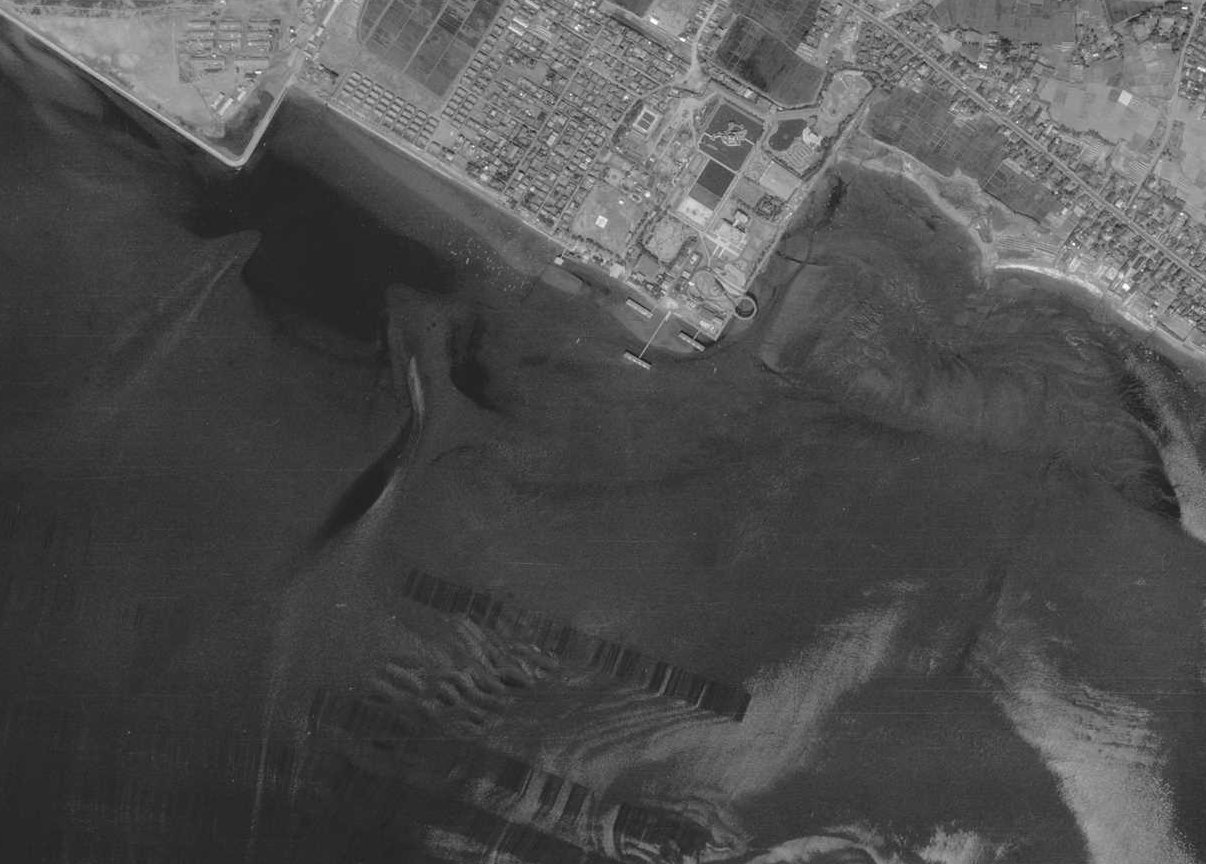
1961年の谷津干潟を空撮したもの。画像右側に埋め立てしていない自然の海岸線が残る。画像中央上部の埋立地に谷津遊園。その左上に宅地。さらに左が船橋競馬場の敷地が続く。宅地付近の海の周囲より黒く映る一帯が水深の深い「ふかんど」。国土地理院の 地図・空中写真閲覧サービス を基に作成。

東京湾岸の干潟は、埋め立てが行われつつも埋立地の前面には残っていたが、1960年代から1970年代にかけて沖合に及ぶ大規模な埋め立てが進められたことで、海岸線から次々に消滅していった。千葉県習志野市でも、そのほとんどが埋立地として整備され、工業地や住宅地として開発し都市化が進んだが、習志野市谷津地先の干潟は利根川放水路計画により旧大蔵省の所有であったために埋め立てを免れ、埋立地の中に2本の水路（高瀬川・谷津川）で海とつながる人工のラグーン（潟湖）の様に残された。
当時の千葉県や習志野市は谷津干潟の部分についても埋め立てを望んだが、東京湾に飛来するシギ類、チドリ類、カモ類といった渡り鳥の希少な生息地になっていることが指摘され、また保護活動家による重要性の宣伝活動や清掃活動によってその重要性が広く市民の間でも認知されたことで、1977年には環境庁（当時）が鳥獣保護区に指定して保全を図りたいとの考えを国会で示した。
その後、1980年代の前半になると千葉県と習志野市も谷津干潟の保護に転じて、1988年（昭和63年）に国指定谷津鳥獣保護区（集団渡来地）に指定され（面積41ヘクタール、うち特別保護地区40ヘクタール）、さらに1993年（平成5年）6月10日にラムサール条約登録地に登録された。習志野市では、毎年6月10日を「谷津干潟の日」としている。
これらの歴史的経緯から、谷津干潟はほぼ長方形という不自然な形状である。さらに干潟の四方は宅地化・都市化が進んでおり、帯状に埋め立てられた部分をJR京葉線、東関東自動車道、国道357号が横切っている。北側には谷津バラ園（旧：谷津遊園バラ園）、南側には谷津干潟自然観察センター（谷津干潟公園センターゾーン）が整備されている。

## 生物

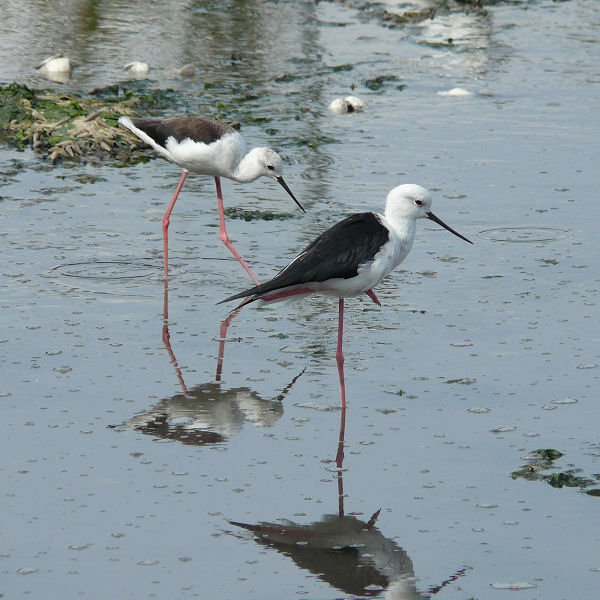
谷津干潟に住み着いているセイタカシギ（2006年10月4日撮影）

サギ類・カモ類・カモメ類などの水鳥が一年を通して見られる。また、シギ・チドリ類が飛来する場所として全国的に有名でセイタカシギが定着するなど貴重な環境である。これらの水鳥の餌となるチゴガニなどの甲殻類が生息するほか、エイなどの魚類も生息し、アユなど回遊魚の稚魚が生育する場にもなっていると考えられている。

### 鳥類
年間約80～100種の鳥類が確認され、このうち水鳥が約70種、シギ・チドリ類が40～50種を占めている。泥質干潟を好むシギ・チドリ類にとって、砂泥質～泥質の谷津干潟が重要な採餌場になっていると考えられている。
しかし、1970年代に「空が隠れるほど飛んでいる」 とも評された生息数はその後減少してきている。環境省が2012年にまとめた保全事業計画書では、シギ・チドリ類の確認個体数は1990年頃と2010年頃の間の比較で4分の1程度に減少とのデータを示し、環境変化との関係は不明だが干潟環境が変わったことは明らかでゴカイ食のシギ・チドリ類には望ましくない方向への変化であると指摘している。2001年に発行された本では、シロチドリの個体数の推移について、1976年に2000～3000羽が観察されていたが、1986年には多い日で1000羽ほど、1996年には最大244羽という減少を示し、その理由としては埋め立て後の裸地が繁殖に適していたが草原に変遷して繁殖できなくなり、干潟の減少が拍車をかけたと述べられている。

#### ナラシド♪
谷津干潟の野鳥をモチーフにした習志野市のご当地キャラ「ナラシド♪」は、習志野市の市制施行60周年を記念して登場したキャラクターで、市内の各種イベントに登場する。

### 魚類
2017年から2018年にかけて行われた魚類の調査では、12目21科28種の魚類が確認され、このうち谷津干潟でよく見られる種としてアカエイ、ボラ、スズキ、マハゼを挙げている。

### 底生生物
ラムサール条約登録時（1993年）と比較してゴカイ類が減少傾向であるのに対し、ホソウミニナやホンビノスガイなどの貝類が大幅に増加していることが確認されており、アオサの堆積・腐敗による硫化物量増加や干潟の砂質化が指摘されている。貝類はシギ・チドリ類の餌になりにくいため、シギ・チドリ類の生息環境という観点では悪化になると考えられている。

### 藻類
アオサ類によるグリーンタイドは1995年頃に確認され、2002年には谷津干潟の40ヘクタールのうち27ヘクタールで繁茂し、干潟が緑色に見えるほどになった。アオサの繁茂によって渡り鳥の数が減った、底生生物が壊滅したとも言われる一方で、様々な生物に新しい生息場や餌場を提供して生物多様性に貢献している、昼間海水に溶存酸素を供給している、干潟に有機物を貯留することで流入河川の生態系機能を補償しているとも指摘されてきた。
しかし、腐敗したアオサから発生する臭気は近隣住宅地の生活環境を悪化させており、環境省関東地方環境事務所による保全事業でも重要課題となってきた。
ところが、2017年夏以降は一転してアオサがほとんど見られなくなっており、その原因はわかっていないが、2017年夏にアオサが一斉に腐敗した際に胞子が残らなかった可能性が指摘されている。

## 保護運動
習志野地域における干潟保護運動の嚆矢となったのは「千葉の干潟を守る会」で、大浜清を代表として1971年3月に発足した。発足時点では現在の谷津干潟の範囲はまだ四方を埋立地に囲まれておらず大規模な干潟域の一部に過ぎなかったが、埋め立てが計画通りに進んでいく中で、残された水面を「谷津干潟」と呼んで保護運動の対象としていくようになった。
谷津干潟の保護運動が展開されていることを報じる新聞記事を読んだのが、当時は新聞配達員で後に保護活動家として高い知名度を得ることになる森田三郎で、新聞配達のかたわら、1974年（昭和49年）からゴミ拾いを始めた。当初は森田も「千葉の干潟を守る会」に参加した が、森田個人によるゴミ拾い活動で集めたゴミを住宅街のゴミ集積所に置いたことで地元住民との争いを生み、会への苦情につながったことから、森田は退会し、1976年に一人で「谷津干潟愛護研究会」を設立した。しかし、森田が活動を続ける中で、森田の活動に加わる地元住民が現れるようになり、谷津干潟の埋め立て中止・保護に至った。森田はその後、1984年にタクシー運転手となり、個人タクシー運転手を本業とするようになった。また、習志野市議会議員を3期（1987年-1999年）、千葉県議会議員を2期（1999年-2007年）勤めたが、2007年と2011年の千葉県議会議員選挙では落選した。森田は、2021年11月6日に77歳で死去。2021年の年末には、森田の活動を紹介する惜別記事が朝日新聞千葉地方版に掲載された。
森田の活動は、1990年（平成2年）の作家松下竜一による児童書「どろんこサブウ－谷津干潟を守る闘い」で書籍化、1993年（平成5年）の週刊少年マガジン「埋もれた楽園 -谷津干潟・ゴミと闘った20年-」（作画・三枝義浩）で漫画化されたほか、2009年（平成21年）2月1日フジテレビ系「エチカの鏡〜ココロにキクTV〜」や、同年12月8日NHK総合テレビ「たったひとりの反乱 ヘドロの干潟をよみがえらせろ」で放送されるなどして広く知られているが、他方で森田個人にのみ注目が集まることには否定的な受け止めもある。
森田の死去から2年後、「千葉の干潟を守る会」の初代代表を1971年から2011年まで務めた大浜清も、2023年6月9日に96歳で死去している。

## 干潟保全への転換後
谷津干潟は、1980年代に保全の方針が確定した後、1993年にラムサール条約に登録され、1994年に谷津干潟自然観察センターがオープンする頃までの間、周囲を整備する工事が行われた。特に現在の谷津干潟自然観察センターがある一帯は、埋立地が草原や池と化していて、保護運動の拠点としてベンチやテーブル、さらには水上観察舎が自主的に設置され、マムシなどの蛇も生息するような場所であったが、造成工事によって現在のような姿に変わることになった。
保護運動が行われゴミ拾いが進められた当時は干潟に下りることが可能で、近隣の子供が谷津干潟の水辺で遊ぶ様子が記された本 もあるが、谷津干潟が保護対象となった現在では、イベントや特に許可を得た場合を除いて干潟に立ち入ることはできなくなった。

## 谷津干潟自然観察センター

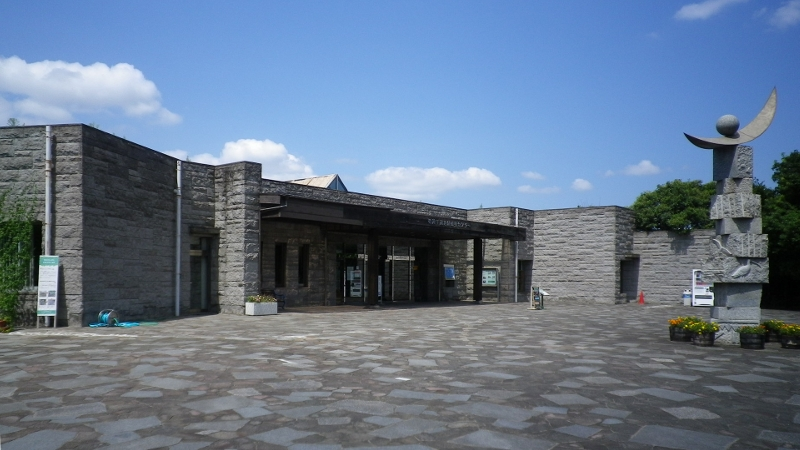
谷津干潟自然観察センター

干潟や公園の身近な自然に親しみ、学ぶことのできる施設として谷津干潟自然観察センターが設けられ、習志野市の委託により指定管理者が運営している。
干潟の保全や渡来鳥類の観察・記録、来場者への案内（レンジャー）、望遠鏡の貸出、保全活動に携わるボランティア等の活動拠点になっている。周囲約3.5kmにわたって観察路が設けられ、淡水池や谷津干潟公園も併設されており、オナガなど陸上の野鳥が生活する場にもなっている。谷津干潟公園は習志野緑地、秋津総合運動公園（習志野市秋津サッカー場）と連続している。
館内には観察スペース、図書・飲食・特別展示・レンジャー・キッズコーナー、カフェ、売店などがあり、建物内に限り入場料が必要である。

## アクセス
- 最寄りの鉄道駅
  - JR京葉線 南船橋駅より国道357号若松交差点付近まで徒歩約5分、谷津干潟自然観察センターまで徒歩約20分
  - 京成電鉄 谷津駅より谷津公園付近まで徒歩約5分、谷津干潟自然観察センターまで徒歩約30分
  - JR京葉線 新習志野駅より谷津干潟自然観察センターまで徒歩約20分
  - 京成電鉄 船橋競馬場駅より国道357号若松交差点付近まで徒歩約15分
- バス路線
  - JR総武本線（総武快速線、中央・総武緩行線） 津田沼駅南口より京成バス「谷津干潟」行きで終点「谷津干潟」下車、津田沼高校付近まで徒歩約5分、谷津干潟自然観察センターまで徒歩約15分
  - JR総武本線（総武快速線、中央・総武緩行線） 津田沼駅南口より京成バス「新習志野駅」行きまたは「新都心営業所」行きで「津田沼高校」下車、津田沼高校付近まで徒歩約5分、谷津干潟自然観察センターまで徒歩約10分
  - JR京葉線 新習志野駅より京成バス「津田沼駅」行き（津46系統を除く）で「津田沼高校」下車、津田沼高校付近まで徒歩約5分、谷津干潟自然観察センターまで徒歩約10分
- 自動車
  - 最寄りのインターチェンジ
    - 東関東自動車道 谷津船橋インターチェンジ（東京方面のみ）、湾岸千葉インターチェンジ（成田方面のみ）
    - 京葉道路 花輪インターチェンジ

  - 駐車場
    - 谷津干潟公園駐車場（国道357号東行きからの出入りに限られるため、若松交差点を経由する必要がある。谷津船橋インターチェンジ出口から駐車場への進入は規制されていないが、短距離での車線変更を要し、通り過ぎた場合は秋津交差点から若松交差点へ引き返し再び駐車場へ向かうことになる。夕方から朝までは利用できない。）
    - 谷津公園駐車場（谷津バラ園付近。夕方から朝までは利用できない。）
    - 京成電鉄谷津駅から谷津公園にかけては、複数のコインパーキングがある。

## 周辺
谷津干潟の西側は船橋市との境界になっており、南船橋駅や船橋競馬場駅など船橋市の駅にも近い。
- 谷津バラ園（谷津遊園跡）
- ららぽーとTOKYO-BAY
- ビビット南船橋
- イケアTokyo-Bay
- 船橋競馬場

## ギャラリー

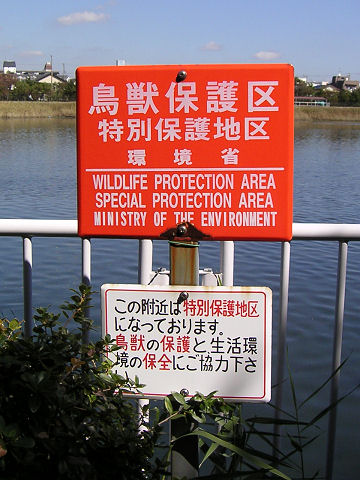
国指定鳥獣保護区・特別保護地区（環境省指定）の標示
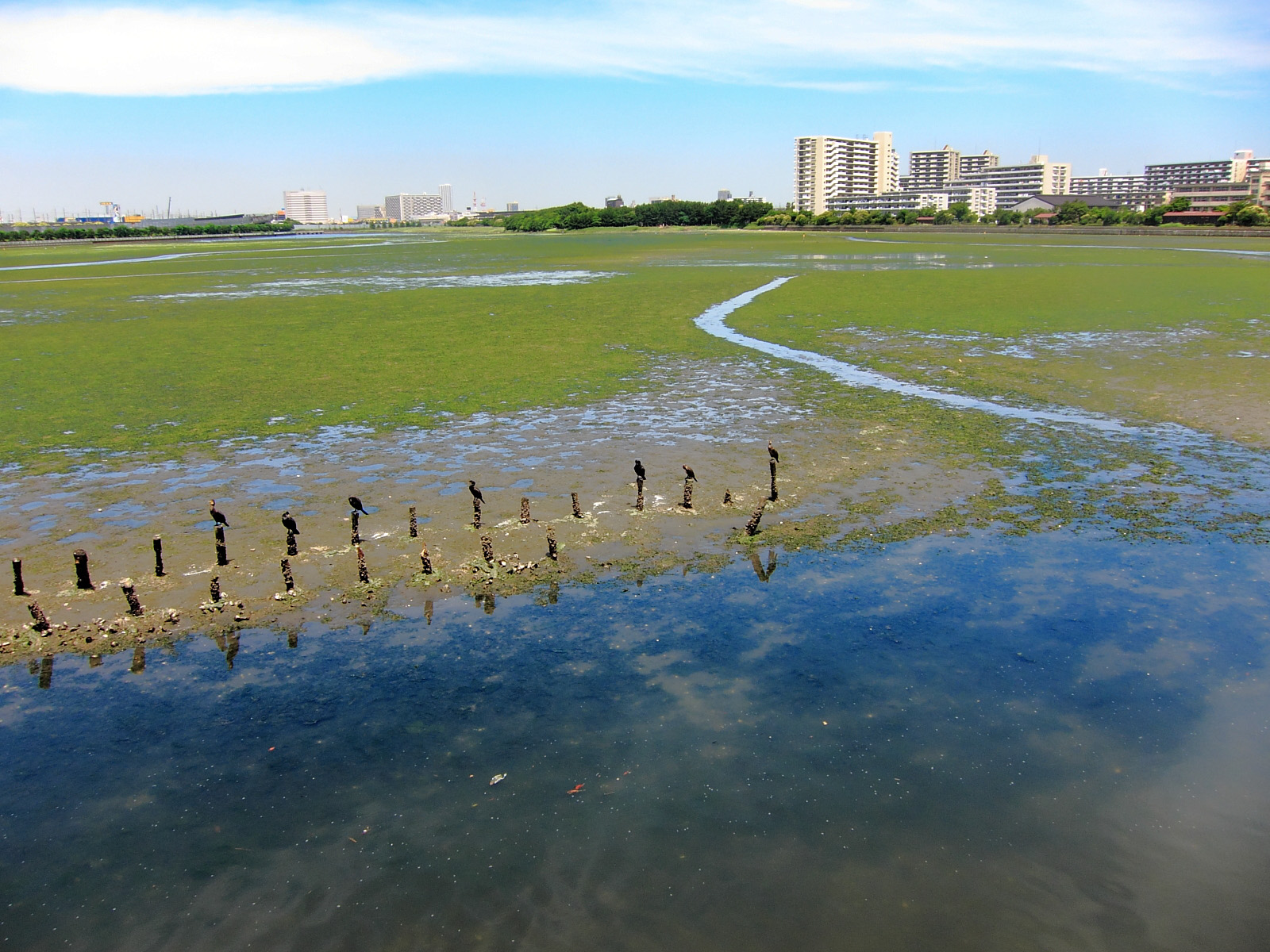
谷津干潟（2010年7月10日）。緑色に広がるのがアオサ。
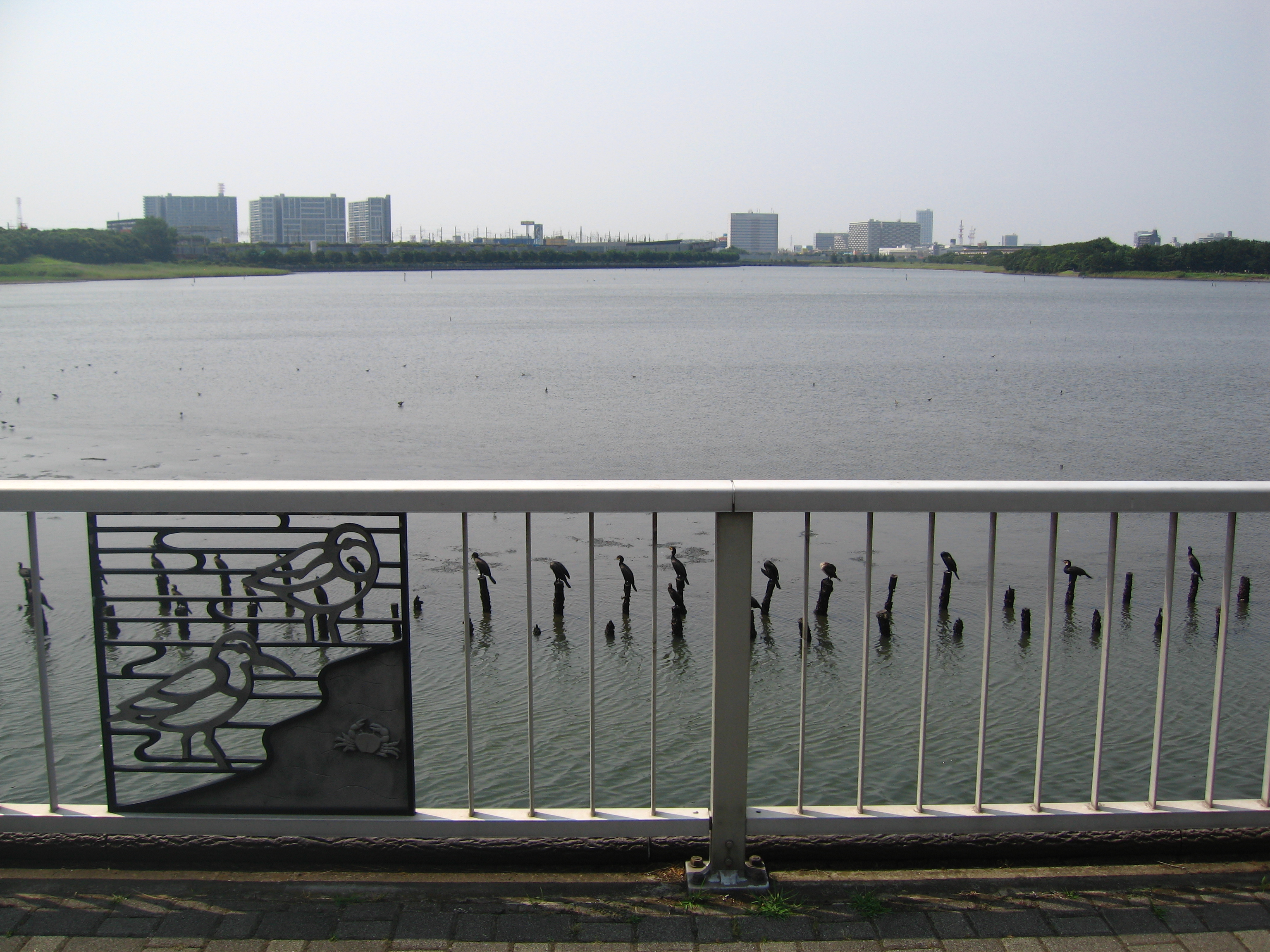
周囲散策路より望む（津田沼高校付近）
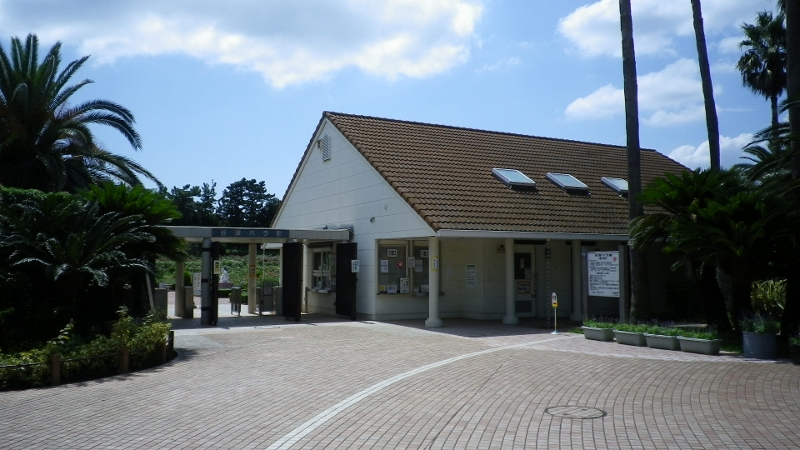
谷津バラ園